# Trachyuropoda arculata
Trachyuropoda arculata es una especie de arácnido del orden Mesostigmata de la familia Trachyuropodidae.

## Distribución geográfica
Se encuentra en Brasil.

## Características
La especie se diferencia del resto de las de su género por:
- Líneas dorsales anteriores a cavidades fuertemente esclerotizadas.
- Esternón de macho con hoyos ovalados.[1]